# Nuno Melo
João Nuno Lacerda Teixeira de Melo (ur. 18 marca 1966 w Joane w Vila Nova de Famalicão) – portugalski prawnik i polityk, wiceprzewodniczący Zgromadzenia Republiki, poseł do Parlamentu Europejskiego VII, VIII i IX kadencji, lider Centrum Demokratycznego i Społecznego – Partii Ludowej, od 2024 minister obrony narodowej.

## Życiorys
Uzyskał licencjat z dziedziny prawa na prywatnej uczelni Universidade Portucalense Infante D. Henrique, po czym podjął praktykę prawniczą. Dołączył do Centrum Demokratycznego i Społecznego – Partii Ludowej. Był wybierany na posła do Zgromadzenia Republiki VIII, IX i X kadencji z okręgu Braga (1999, 2002, 2005). Stał na czele klubu parlamentarnego swojej partii (2004–2007). W 2007 został wybrany na wiceprzewodniczącego Zgromadzenia Republiki jako kandydat CDS/PP w miejsce Telma Correi. Pełnił także obowiązki przewodniczącego zgromadzenia miejskiego w Vila Nova de Famalicão.
W wyborach w 2009 uzyskał mandat posła do Parlamentu Europejskiego. Wszedł w skład prezydium grupy Europejskiej Partii Ludowej. W 2014 i 2019 z powodzeniem ubiegał się o europarlamentarną reelekcję. W kwietniu 2022 został wybrany na przewodniczącego CDS/PP. W 2024 z ramienia koalicji ugrupowań centroprawicowych został ponownie wybrany w skład Zgromadzenia Republiki. Mandat deputowanego utrzymał następnie w 2025.
W kwietniu 2024 objął urząd ministra obrony narodowej w rządzie Luísa Montenegra. Pozostał na tej funkcji również w utworzonym w czerwcu 2025 jego drugim gabinecie.